# Willemijn Duyster
Willemijn Margaretha Duyster, nach Heirat Willemijn Margaretha van Schaardenburg-Duyster, (* 5. April 1970 in Amsterdam) ist eine ehemalige niederländische Hockeyspielerin. Sie gewann mit der niederländischen Nationalmannschaft eine olympische Bronzemedaille.

## Sportliche Karriere
Willemijn Duyster spielte als Verteidigerin bei HGC Wassenaar, mit diesem Verein gewann sie mehrere niederländische Meistertitel.
Sie debütierte 1989 in der Nationalmannschaft und bestritt bis 1998 insgesamt 90 Länderspiele. Nach ihrem Debüt bestritt sie bis 1990 in 19 Länderspielen mit und wurde dann erst wieder 1993 berufen. Bei der Weltmeisterschaft 1994 in Dublin unterlagen die Niederländerinnen in der Vorrunde der deutschen Mannschaft und dem Team aus den Vereinigten Staaten. Insgesamt belegten sie den sechsten Platz. Beim olympischen Hockeyturnier 1996 in Atlanta belegten die Niederländerinnen nach der Vorrunde den vierten Platz hinter den punktgleichen britische Mannschaft. Im Spiel um Bronze zwischen diesen beiden Teams siegten die Niederländerinnen im Siebenmeterschießen. Duyster war in sechs Spielen dabei, fehlte aber beim Kampf um Bronze.
Willemijn Duyster ist die Schwester von Jeroen Duyster, der 1996 eine olympische Goldmedaille im Rudern gewann.